# Al-Zarqali
Pour l’article homonyme, voir Arzachel.
Abu Ishaq Ibrahim ibn Yahya Al-Zarqali  (en arabe : أبو  إسحاق  إبراهيم  ابن  يحيى  الزرقالي ) ou Al-Zarqali (1029 - 1087), est un astronome arabe,, originaire de Tolède. Il a longtemps été connu sous des formes latinisées de son nom : Azarquiel en espagnol, Azarchel en français et Arzachel en anglais.

## Biographie
Al-Zarqali naît dans un village proche de Tolède. D'abord apprenti forgeron, il se fait remarquer par son habileté manuelle à graver le métal. Il travaille alors à graver des astrolabes pour des astronomes arabes et juifs de Tolède et s'intéresse à l'astronomie. Il devient célèbre pour ses observations et perfectionne l'astrolabe. Il effectue la majorité de ses travaux à Tolède, mais doit fuir lors de la prise de Tolède en 1085 et se rend à Cordoue, où il meurt. Son nom serait en fait un surnom dû à l'intensité de ses yeux bleus (en arabe : azraq)[réf. souhaitée].

## Contributions scientifiques

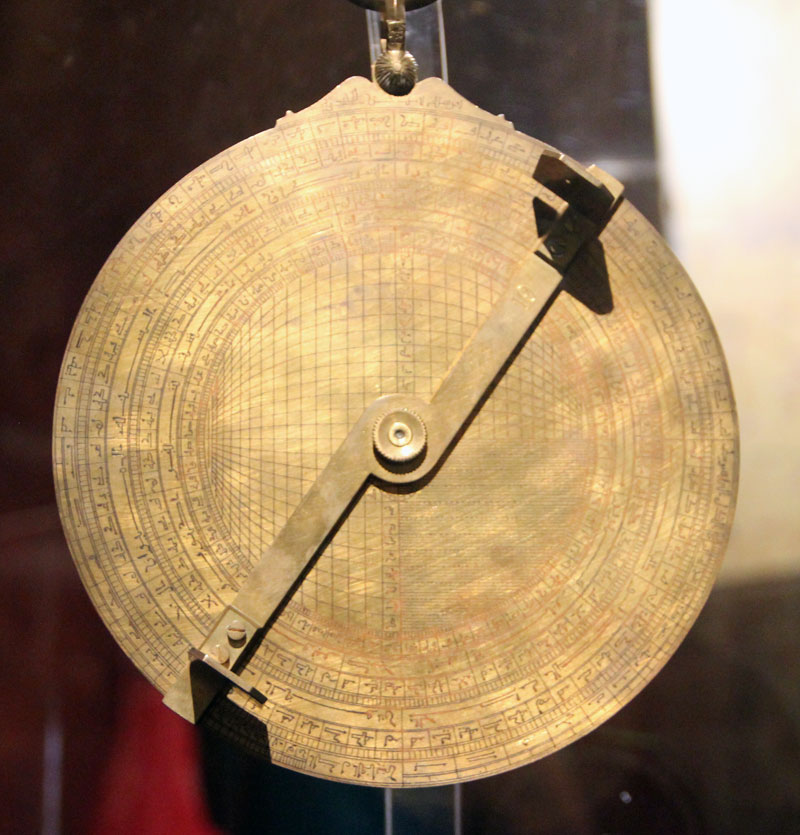
Astrolabe d'Azarchel exposé dans la Tour de la Calahorra de Cordoue

Al-Zarqali a mis au point un nouveau type d'astrolabe, appelé «la planche Zarqalie», sur lequel il écrit un traité intitulé al-Safiha al-Zarqaliya ou Traité de la azafea. Cet instrument suscita beaucoup d'intérêt et est resté connu comme « astrolabe de Zarqali » ou simplement « azafea ». Au XVe siècle, Regio Montanus a publié un manuscrit indiquant son utilité.
Il est le premier à avoir établi l'apogée du soleil par rapport aux étoiles, qu'il fixa à 12.04 degrés par année (en réalité, la valeur est de 11.8 degrés).
Al-Zarqali a établi également des tables sur le mouvement des planètes, connues sous le nom de Tables Tolédanes, basées sur les observations qu'il a effectuées à Tolède entre 1061 et 1080. Ces tables étaient d'une précision telle qu'elles lui permirent de prédire des éclipses.
Il a corrigé les données géographiques de Ptolémée et d'al-Khawarizmi en montrant que la longueur de la Méditerranée est de 42 degrés, et non 62 degrés, comme l’affirmait Ptolémée.

## Influence
Les écrits d'al-Zarqali ont exercé une profonde influence sur les astronomes espagnols qui ont élaboré les tables alphonsines, en référence au roi Alphonse X de Castille, qui 200 ans après la mort d'al-Zarqali, a ordonné la traduction de toutes ses œuvres dans la langue locale de Castille. 
Dans son dialogue sur l'influence des astronomes arabes sur l'Occident, Hunke souligne que les travaux d'al-Zarqali ont suscité un profond intérêt. 
Ainsi, au XIIe siècle, Gérard de Crémone traduit les œuvres d'al-Zarqali en latin. Au XIIIe siècle, la traduction en castillan par Abraham Alfaquín du Traité de la azafea servira de base aux versions latine et italienne. Au XVe siècle, Regiomontanus élabore un ouvrage sur les avantages de l'astrolabe d'al-Zarqali. En 1530, le savant bavarois, Jacob Ziegler, écrit un commentaire sur l'ouvrage d'al-Zarqali, et en 1530 aussi, Nicolas Copernic cite les noms d'al-Zarqali et d'al-Battani dans son livre «De Revolutionibus Orbium Celestium» (Des révolutions des sphères célestes) dont il emprunta les idées.

## Œuvres
Parmi les œuvres d'al-Zarqali, on retient les titres suivants : 
- «Al-Aamal bil Safiha al-Zijiya» (L'utilisation de la lamelle astronomique) ;
- «al-Tadbir» (La gestion) ;
- «Al-Madkhal fi Ilm al-Nujum» (Introduction à la science des étoiles);
- «Rissalat fi Tariqatu Istikhdam al-Safiha al-Mushtarakat li-jamii al-Urud» (Thèse sur l'utilisation de la planche dans toutes les présentations).